# Apolysis albella
Apolysis albella är en tvåvingeart som beskrevs av Zaitzev 1972. Apolysis albella ingår i släktet Apolysis och familjen svävflugor.
Artens utbredningsområde är Mongoliet. Inga underarter finns listade i Catalogue of Life.